# Pamiątka wszytkimi cnotami hojnie obdarzonemu Janowi Baptiście hrabi na Tęczynie
Pamiątka wszytkimi cnotami hojnie obdarzonemu Janowi Baptiście hrabi na Tęczynie, bełskiemu wojewodzie i lubelskiemu staroście – utwór poetycki Jana Kochanowskiego poświęcony Janowi Baptyście Tęczyńskiemu.
Utwór opisuje losy Tęczyńskiego, który w 1561 został wysłany przez Zygmunta Augusta z poselstwem do Szwecji i Finlandii. Podczas pobytu na dworze szwedzkim zakochał się w królewnie Cecylii – córce króla Gustawa Wazy i siostrze Eryka – uzyskał zgodę na małżeństwo, po czym wrócił do Polski. W 1563 wybrał się ponownie do Szwecji po narzeczoną, został jednak pojmany na morzu przez Duńczyków i zmarł w więzieniu w Kopenhadze.
Wiersz w języku polskim, składający się z prawie trzystu wersów, powstał prawdopodobnie ok. 1564. Przynależność gatunkowa utworu nie jest jednoznaczna. Ma on cechy epicedium, czyli utworu żałobnego, zawiera też jednak elementy epickie, jak opis podróży morskiej, walki z żywiołem i starcia z nieprzyjacielem.